# 600
600（六百、ろっぴゃく、ろくひゃく、むお）は自然数、また整数において、599の次で601の前の数である。

## 性質
- 600は合成数であり、約数は1, 2, 3, 4, 5, 6, 8, 10, 12, 15, 20, 24, 25, 30, 40, 50, 60, 75, 100, 120, 150, 200, 300, 600である。
  - 約数の和は1860。
  - 145番目の過剰数である。1つ前は594、次は606。
    - σ (n) ≧ 3n を満たす n とみたとき9番目の数である。1つ前は540、次は660。(ただしσは約数関数、オンライン整数列大辞典の数列 A023197)
    - 約数の和を平方した数が自身で割り切れる11番目の数である。1つ前は588、次は672。(オンライン整数列大辞典の数列 A263928)
例．σ (600)2 ÷ 600 = 18602 ÷ 600 = 5766 (ただしσは約数関数)

  - 約数を24個もつ6番目の数である。1つ前は540、次は630。
  - 約数の積の値がそれ以前の数を上回る31番目の数である。1つ前は540、次は630。(オンライン整数列大辞典の数列 A034287)
- 148番目のハーシャッド数である。1つ前は594、次は603。 
  - 6を基とする16番目のハーシャッド数である。1つ前は510、次は1014。
- 600 = 24 × 25
  - 24番目の矩形数である。1つ前は552、次は650。
- 600 = 241 + 242 = 252 − 251
  - 24の自然数乗の和とみたとき1つ前は24、次は14424。
- 600 = 252 − 25
  - n = 25 のときの n 2 − 25 の値とみたとき1つ前は551、次は651。(オンライン整数列大辞典の数列 A098603)
- 600 = 2 + 4 + 6 + 8 + 10 + 12 + 14 + 16 + 18 + 20 + … + 42 + 44 + 46 + 48
- 600 = 54 − 52
  - n = 5 のときの n 4 − n 2 の値とみたとき1つ前は240、次は1260。(オンライン整数列大辞典の数列 A047928)
- 600 = 23 × 3 × 52
  - 3つの異なる素因数の積で p 3 × q 2 × r の形で表せる4番目の数である。1つ前は540、次は756。(オンライン整数列大辞典の数列 A163569)
- 600 = 6 × 102
  - n = 10 のときの 6n 2 の値とみたとき1つ前は486、次は726。(オンライン整数列大辞典の数列 A033581)
  - n = 6 のときの 100n の値とみたとき1つ前は500、次は700。(オンライン整数列大辞典の数列 A044332)
- 各位の平方和が平方数になる52番目の数である。1つ前は500、次は608。(オンライン整数列大辞典の数列 A175396)
- 正六百胞体は最も多くの正多面体を持つ正多胞体である。1つ前は120。(オンライン整数列大辞典の数列 A063924)
- 1/600 = 0.0016666… (下線部は循環節で長さは1)
  - 逆数が循環小数になる数で循環節が1になる32番目の数である。1つ前は576、次は720。(オンライン整数列大辞典の数列 A070021)
- 600 = 22 + 142 + 202 = 42 + 102 + 222 = 102 + 102 + 202
  - 3つの平方数の和3通りで表せる82番目の数である。1つ前は597、次は606。(オンライン整数列大辞典の数列 A025323)
- 600 = 22 + 142 + 202 = 42 + 102 + 222
  - 異なる3つの平方数の和2通りで表せる118番目の数である。1つ前は598、次は610。(オンライン整数列大辞典の数列 A025340)
- n = 600 のとき n と n + 1 を並べた数を作ると素数になる。n と n + 1 を並べた数が素数になる75番目の数である。1つ前は576、次は602。(オンライン整数列大辞典の数列 A030457)
- 600 = 5 × 5! = 6! − 5!
  - n = 5 のときの n × n! の値とみたとき1つ前は96、次は4320。(オンライン整数列大辞典の数列 A001563)
  - n = 5 のときの 5 × n! の値とみたとき1つ前は120、次は3600。(オンライン整数列大辞典の数列 A052648)
- 約数の和が600になる数は5個ある。(216, 398, 447, 551, 599) 約数の和5個で表せる6番目の数である。1つ前は588、次は648。
- 各位の和が6になる28番目の数である。1つ前は510、次は1005。

## その他 600 に関連すること
- 600の接頭辞：sescenti,sexcenti（ラテン語）、hexacosioi（ギリシャ語）
- 西暦600年
- 6世紀
- 600系（曖昧さ回避）
- コカ・コーラ600
- 600 = 500 + 100であり、異なる日本円硬貨2枚で作ることのできる最大の数字である。
- メルセデス・ベンツの乗用車の車種名、S600。
- ThinkPadのモデルの一つ、ThinkPad 600
- 日野自動車の中型トラック、日野・600シリーズ
- 1980年代のレーガン政権下での海軍軍拡計画、600隻艦隊構想
- 新幹線E1系電車の当初計画されていた形式。
- フィアット・600 フィアットの車種のひとつ セダン、SUV
- 600株式会社 無人ストアサービス「Store600」を展開している企業

## 601 から 699 までの整数

### 601 から 620
601 : 素数、双子素数(599, 601)、中心つき五角数
602 = 2 × 7 × 43、楔数、ノントーティエント
603 = 32 × 67、ハーシャッド数
604 = 22 × 151、ノントーティエント
605 = 5 × 112、ハーシャッド数
606 = 2 × 3 × 101、楔数、6つの連続した素数の和 (89 + 97 + 101 + 103 + 107 + 109)
607 : 素数、3つの連続した素数の和 (197 + 199 + 211)
608 = 25 × 19、ノントーティエント、496番目の合成数。
609 = 3 × 7 × 29、楔数、7セグメントディスプレイでの表示で点対称な数である。
610 = 2 × 5 × 61、楔数、フィボナッチ数、ノントーティエント、マルコフ数
611 = 13 × 47
612 = 22 × 32 × 17、ハーシャッド数、ズッカーマン数
613 : 素数、中心つき四角数、数字を入れかえた163、631も素数
614 = 2 × 307、ノントーティエント
615 = 3 × 5 × 41、楔数
616 = 23 × 7 × 11、七角数
617 = (1!)2 + (2!)2 + (3!)2 + (4!)2、素数、双子素数(617, 619)、陳素数、5つの連続した素数の和 (109 + 113 + 127 + 131 + 137)、数字を入れかえた167、761も素数
618 = 2 × 3 × 103、楔数、618 × 10−3 = 0.618 は 1/φ の近似値である。ただしφは黄金比。(オンライン整数列大辞典の数列 A094214)
619 : 素数、双子素数(617, 619)、交互階乗
620 = 22 × 5 × 31、4つの連続した素数の和 (149 + 151 + 157 + 163)、8つの連続した素数の和 (61 + 67 + 71 + 73 + 79 + 83 + 89 + 97)

### 621 から 640
621 = 33 × 23、ハーシャッド数
622 = 2 × 311、ノントーティエント
623 = 7 × 89
624 = 24 × 3 × 13、ハーシャッド数、ズッカーマン数、双子素数の和(311 + 313)
625 = 54 = 252、中心つき八角数、フリードマン数(625 = 56-2)、7つの連続した素数の和 (73 + 79 + 83 + 89 + 97 + 101 + 103)
626 = 2 × 313、ノントーティエント、マツダ・626(日本名：カペラ)
627 = 3 × 11 × 19 = 9!! − 8!! + 7!! − 6!! + 5!! − 4!! + 3!! − 2!! + 1!! (ただし!!は二重階乗記号)、楔数、スミス数
628 = 22 × 157 = 2 × 3.14 × 100、ノントーティエント、完全数を並べてできる数である。(オンライン整数列大辞典の数列 A132928)
629 = 17 × 37、ハーシャッド数、7セグメントディスプレイでの表示で点対称な数である。
630 = 2 × 32 × 5 × 7、三角数、六角数、ハーシャッド数、6つの連続した素数の和 (97 + 101 + 103 + 107 + 109 + 113)
631 : 素数、陳素数、中心つき三角数、中心つき六角数
632 = 23 × 79
633 = 3 × 211、3つの連続した素数の和 (199 + 211 + 223)、大瓶ビールの容量。
634 = 2 × 317、スミス数、ノントーティエント、東京スカイツリーの高さ(m)、くろまる (音楽グループ)の楽曲名。
635 = 5 × 127、9つの連続した素数の和 (53 + 59 + 61 + 67 + 71 + 73 + 79 + 83 + 89)
636 = 22 × 3 × 53、スミス数、10個の連続した素数の和 (43 + 47 + 53 + 59 + 61 + 67 + 71 + 73 + 79 + 83)
637 = 72 × 13、十角数
638 = 2 × 11 × 29、楔数、中心つき七角数、ノントーティエント、4つの連続した素数の和 (151 + 157 + 163 + 167)
639 = 32 × 71 = 93 − 92 − 9、最初の20個の素数の和
640 = 27 × 5、ハーシャッド数

### 641 から 660
641 : 素数、双子素数(641, 643)、オイラー素数、ソフィー・ジェルマン素数、陳素数、フェルマー数は F5 = 225+ 1 =  4294967297 で初めて合成数になる。この数は641を最小素因数にもつ。
642 = 2 × 3 × 107、楔数
643 : 素数、双子素数(641, 643)
644 = 22 × 7 × 23、ハーシャッド数、ノントーティエント
645 = 3 × 5 × 43、楔数、八角数、ハーシャッド数、スミス数
646 = 2 × 17 × 19、楔数、63 + 43 + 63 = 496
647 : 素数、陳素数、5つの連続した素数の和 (113 + 127 + 131 + 137 + 139)
648 = 23 × 34 = 93 − 92 = 36 − 34 = 3 × 63 、ハーシャッド数、スミス数、アキレス数。六進法で 3000(6) になる。1つ前の2000(6)は432、次の4000(6)は864。
649 = 11 × 59
650 = 2 × 52 × 13、四角錐数、矩形数、原始擬似完全数、ノントーティエント
651 = 3 × 7 × 31、楔数、五角数、九角数、651 = 250 + 251 + 252、この形で表せる2番目の楔数である。1つ前は273、次は1407。またこの形で表せる最小の五角数である。次は5551。倍積完全数の総和 651 = 1 + 6 + 28 + 120 + 496
652 = 22 × 163 、σ(n) − n が完全数になる5番目の数である。1つ前は496、次は8128。(ただしσは約数関数)
653 : 素数、ソフィー・ジェルマン素数、陳素数
654 = 2 × 3 × 109、楔数、スミス数、ノントーティエント
655 = 5 × 131
656 = 24 × 41
657 = 32 × 73 = 1 × (1 + 8) × (1 + 8 + 64)
658 = 2 × 7 × 47 = 23 + 33 + 43 + 63 + 73 = (3+1/2)3 + (5+1/2)3 + (7+1/2)3 + (11+1/2)3 + (13+1/2)3 、楔数
659 : 素数、双子素数(659, 661)、ソフィー・ジェルマン素数、陳素数、7つの連続した素数の和 (79 + 83 + 89 + 97 + 101 + 103 + 107)、496番目の不足数、7セグメントディスプレイでの表示で点対称な数である。
660 = 22 × 3 × 5 × 11、ハーシャッド数、4つの連続した素数の和 (157 + 163 + 167 + 173)、6つの連続した素数の和 (101 + 103 + 107 + 109 + 113 + 127)、8つの連続した素数の和 (67 + 71 + 73 + 79 + 83 + 89 + 97 + 101)

### 661 から 680
661 : 素数、双子素数(659, 661)、中心つき十角数、六芒星数、3つの連続した素数の和 (211 + 223 + 227)
662 = 2 × 331、ノントーティエント
663 = 3 × 13 × 17、楔数、スミス数
664 = 23 × 83、63 + 63 + 43 = 496
665 = 5 × 7 × 19、楔数
666 = 2 × 32 × 37、三角数、ハーシャッド数、スミス数、最初の7つの素数の2乗の和 (22 + 32 + 52 + 72 + 112 + 132 + 172)
667 = 23 × 29
668 = 22 × 167、ノントーティエント
669 = 3 × 223
670 = 2 × 5 × 67、楔数、ノントーティエント
671 = 11 × 61、中国のブレイクダンスダンサー・劉清漪（リウ・チンイー）のダンサーネーム
672 = 25 × 3 × 7、ズッカーマン数、調和数
673 : 素数
674 = 2 × 337、ノントーティエント
675 = 33 × 52、アキレス数
676 = 22 × 132 = 262
677 : 素数、陳素数、677 = 142 + 152 + 162
678 = 2 × 3 × 113、楔数、ノントーティエント
679 = 7 × 97、3つの連続した素数の和 (223 + 227 + 229)、9つの連続した素数の和 (59 + 61 + 67 + 71 + 73 + 79 + 83 + 89 + 97)
680 = 23 × 5 × 17、三角錐数、ノントーティエント

### 681 から 699
681 = 3 × 227、中心つき五角数
682 = 2 × 11 × 31、楔数、4つの連続した素数の和 (163 + 167 + 173 + 179)、10個の連続した素数の和 (47 + 53 + 59 + 61 + 67 + 71 + 73 + 79 + 83 + 89)
683 = 211 + 1/2 + 1 、素数、ソフィー・ジェルマン素数、陳素数、5つの連続した素数の和 (127 + 131 + 137 + 139 + 149)、二進数における独自周期素数
684 = 22 × 32 × 19、ハーシャッド数
685 = 5 × 137、中心つき四角数
686 = 2 × 73、ノントーティエント
687 = 3 × 229
688 = 24 × 43、フリードマン数(688 = 86×8)
689 = 13 × 53、3つの連続した素数の和 (227 + 229 + 233)、7つの連続した素数の和 (83 + 89 + 97 + 101 + 103 + 107 + 109)、7セグメントディスプレイでの表示で点対称な数である。
690 = 2 × 3 × 5 × 23、ハーシャッド数、スミス数、6つの連続した素数の和 (103 + 107 + 109 + 113 + 127 + 131)
691 : 素数、数字を入れかえた619も素数、オイラー素数
692 = 22 × 173
693 = 32 × 7 × 11　
694 = 2 × 347、中心つき三角数、ノントーティエント
695 = 5 × 139
696 = 23 × 3 × 29、8つの連続した素数の和 (71 + 73 + 79 + 83 + 89 + 97 + 101 + 103)
697 = 17 × 41、七角数
698 = 2 × 349、ノントーティエント
699 = 3 × 233